# 越南地理

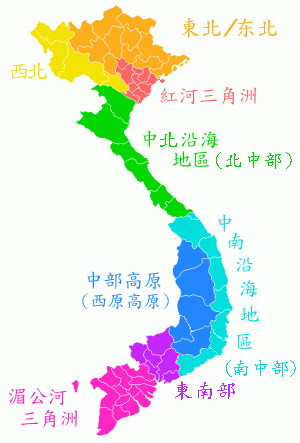
越南地理區劃

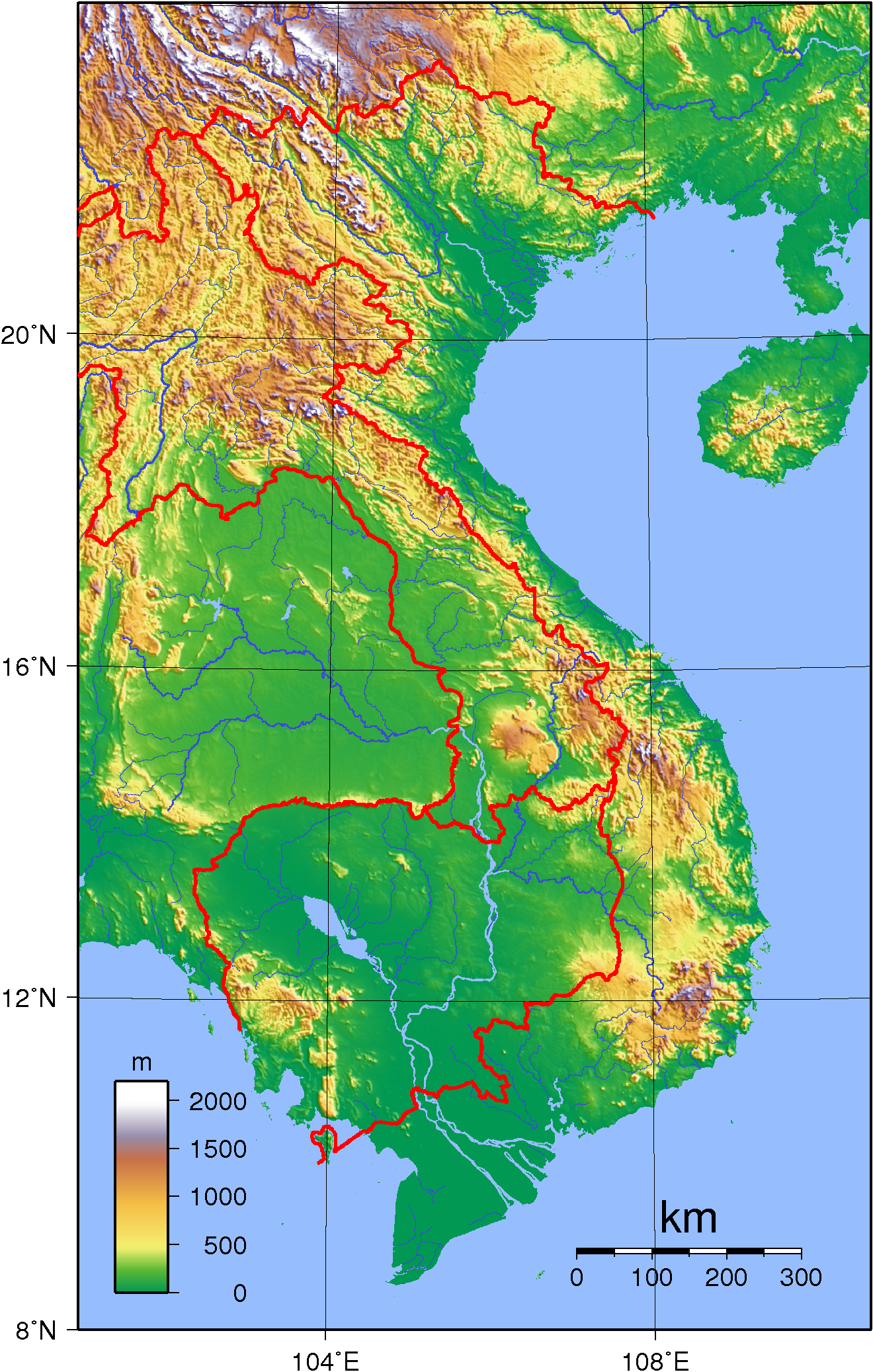
越南地形图

越南位于印度支那半岛东部，面积为331,688平方公里，其中25%已经开垦为耕地（1987年）。它濒临泰国湾、北部湾和南海，毗邻中国、老挝和柬埔寨。越南的国土形状呈S形，南北距离长达1,650公里，但是东西最狭窄处只有50公里宽。越南的海岸线长达3,260 公里（不包括岛屿），越南主张12 海里的领海界线，加上12海里作为毗邻安全区，以及200海里的专属经济区。
地理坐标: 16°00′N 108°00′E / 16.000°N 108.000°E
16°00′N 108°00′E / 16.000°N 108.000°E

## 地理

### 红河三角洲
红河三角洲是一个平坦的三角形地带，面积3,000 平方公里，比湄公河三角洲面积小，但是开发较早，人口密度很高。过去曾经是北部湾的一个港湾，逐渐被上千年来数量庞大的河流冲积物所填满，每年向北部湾推进100米。红河三角洲是越南民族的祖居地，1975年以前，越南北部70%的农业和80%的工业都集中在红河三角洲。
红河发源于中国的云南省，长约1,200公里。它的两条主要支流，
平均每秒5亿立方米，但是在雨季高峰期，可能增加到平时的60倍。整个三角洲地区，海拔高度不超过3米，许多地方甚至只有1米或不到1米，周围是陡峭的森林覆盖的高地。该地区经常洪水泛滥，在一些地方洪水高水位的标志超过周围乡村14米高。许多世纪以来，控制洪水一直是红河三角洲经济文化的主要部分。建造了广大的堤防和运河系统以牵制红河，并灌溉富饶的稻作三角洲。古老的系统模仿中国，都拥有高度密集的人口，大约有一半地区进行复种水稻栽培。

### 高地
越南北部和西北部的高地和高原主要的居民是少数民族部落。哀牢山起自西藏和中国西南部云南省，构成越南与老挝和柬埔寨的边界。它终结于湄公河三角洲，胡志明市（前西贡）以北。
中央山地中，有几处高原，高低起伏，形状也不规则。山地北部狭窄，非常崎岖；越南的最高峰番西邦峰位于西北端，高达3,142米 。山地南部伸出许多支脉，将狭窄的海岸平原分隔成许多一连串的小块。数百年来，这些地形特征不仅使得南北交通不易，而且构成南部湄公河三角洲地区有效的天然障碍。

### 中央高地
在战略上极为重要，是控制南越乃至整个印度支那南部的要衝。1975年以后，有许多人从人口密集的低地移入高地。

### 沿海低地
在红河三角洲與湄公河三角洲之间，有著綿長的沿海低地。在内陆一侧，哀牢山脉陡峭地沿海岸延伸，其支脉在几个地方延伸入海中。沿海狭长地带的土地肥沃，稻田多集中于此。

### 湄公河三角洲
湄公河三角洲的面积达到4万平方公里，地势极为低平，所有地方的海拔高度都不超过3米，无数的河流和运河纵横交错。湄公河的各条支流携带大量沉积物，使得湄公河三角洲每年向南海推进60-80米。一个越南官方资料估计每年沉积物的数量大约有10亿立方米，将近13倍于红河堆积物的数量。三角洲上大约有1万平方公里被开辟为水稻田，是世界上最重要的水稻耕作区之一。湄公河三角洲的最南端，称为金瓯半岛，覆盖着密集的灌木丛和红树林沼泽。當中富國島是越南實際控制的最大的島嶼。
湄公河全长4220公里，是世界12条大河之一。它发源于西藏高原，流经中国的云南省后，构成老挝与缅甸边界，以及老挝和泰国边界，分为两条支流

## 河流
越南的河流按流域面积算，分别是：
1. Hong，红河，流域面积为7.57万平方公里。占该国面积22.9%。
2. Me Kong，湄公河，流域面积为6.5万平方公里。
3. Sài Gòn-Dong Nai，西贡-同奈河，流域面积为6.34万平方公里。
4. Ca，大江，流域面积为2.01万平方公里。
5. Ma，马江，流域面积为1.71万平方公里。

## 气候

越南气候地图

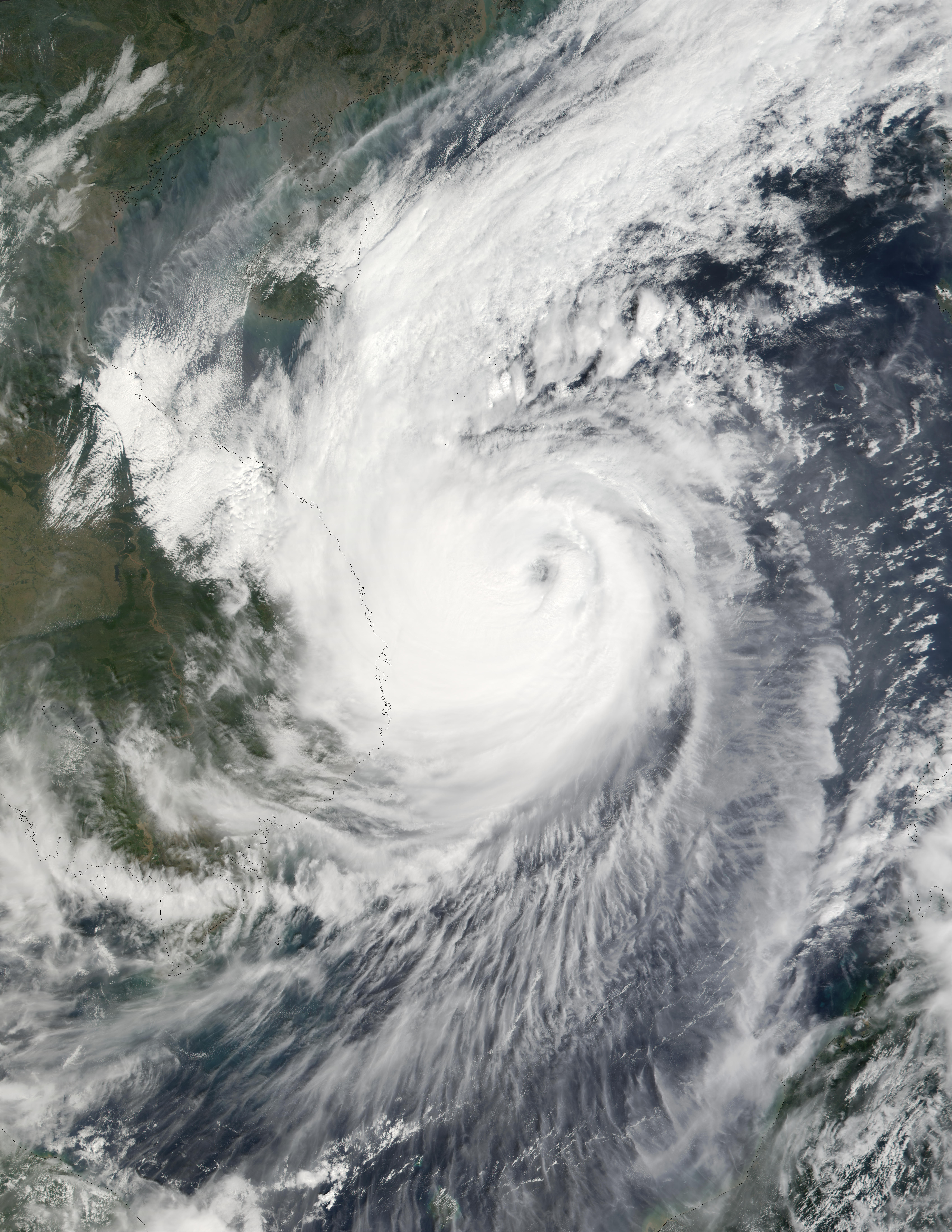
2001年越南海岸的台风

越南全國都在北回歸線以南，年平均湿度达到84 %。北部属亚热带气候，中部和南部属热带气候。由于纬度的差异，以及地形地貌的显著差异，各地的气候也存在着相当差异。在冬季或旱季，大体上是从11月到4月，季风通常从东北方沿着中国海岸，穿越北部湾吹来，赶走许多的湿气；因此越南大部分地区的冬季较为干燥（当然只是与雨季或夏季相比）。夏季季风发生在从5月到10月，将潮湿的空气从西南方印度洋上吹向内陆，带来丰沛的降雨。
越南各地的年降雨量从1200毫米到3000毫米不等。接近90 %的降水发生在夏天。至于气温，主要是受地形的影响，平原地区的年平均气温通常高于山地和高原。在平原地区，在最冷的12月和1月，最低气温只有5°C ；而在最热的4月，最高气温超过37°C。但是在一些高地，季节的变化很不明显，常年气温都在21°C到28°C 之间。不同纬度地区的气候也稍有不同，越南北半部的季节差异就比南半部分明。

## 面积与疆界
面积:
总计: 329560km²
陆地: 325360km²
水面: 4200km²
陆地边界:
总长: 4639km
邻国: 柬埔寨（1228km）, 中国（1281km），老挝（2130km）
海岸线: 3444km （不含岛屿）
海权要求:
毗邻区: 24 海里（44 公里）
大陆架: 200 海里 (370 km) 或大陆边缘
专属经济区: 200 海里 (370 km)
领海: 12 海里 (22 km)
海拔高度:
最低点：南海 0米
最高点：Fansipan 3143米
越南与老挝的边界线是根据民族划定，比较固定，在7世纪中叶由越南和老挝统治者划定，又在1977年正式签署了划界条约，加以详细规定，1986年批准。越南与柬埔寨的边界，是在1867年法国统治时期划定，穿过湄公河三角洲西部，基本维持未变。一些尚未解决的边界问题到1982-1985年得到了最终解决。越南与中国的陆地与海洋边界，是在1887年和1895年的中法条约中进行的规定，河内承认这条边境线，中国也在1957-1958年表示尊重。鉴于越南对中国边境的骚扰，1979年2月，中国对越南进行范围有限入侵攻擊。另外越南声称西沙群岛、南沙群岛归属越南。目前中華人民共和國控制西沙群岛全部、南沙群岛的7个礁，中華民國控制太平岛，而越南則占有南沙群岛中的29个岛礁。

## 资源与土地利用
自然资源: 磷酸盐、煤、锰、铝矾土、铬酸盐、海底石油和天然气、森林、水电
土地利用:
耕地: 17%
永久作物: 4%
永久牧场: 1%
森林: 30%
其他: 48% (1993 est.)
灌溉土地: 18,600 km² （1993年估计）

## 环境问题
自然灾害: 偶然的台风（5月到1月）造成广泛的洪水
环境问题：
伐木业和刀耕火种的农业习惯导致采伐森林和土壤退化；水污染和捕捞过度威胁海洋生物数量；地下水污染造成饮用水供应不足；工业化和移民造成河内和胡志明市的自然环境快速退化